# Arboretum des Grandes Bruyères
El arboreto de los Grandes Brezos (en francés: Arboretum des Grandes Bruyères, también Arboretum d'Ingrannes), es una zona preservada de 24 hectáreas que alberga un jardín botánico, arboreto y rosaleda de 14 hectáreas de extensión de propiedad privada, que se encuentra en Ingrannes, departamento de Loiret, Francia. 
Está reconocido como "Collection National" por el Conservatorio de colecciones vegetales especializadas (CCVS) por su colección de Magnolias y Cornus.
Está indexado en la "Base Mérimée" bajo la referencia IA45000906, y catalogado como « Jardin Remarquable» ( jardín notable ) en el 2004.

## Localización
Se ubica en la «forêt d’Orléans»  con los arboretos y los jardines de sotobosque  ordenados en sentido que respeten el medio forestal. El jardín geométrico se encuentra más cerca de casa. La transición de uno a otro se realiza de forma natural por césped y parterres los que el arquitecto paisajista Loup de Viane ha calificado como « archipel dans la forêt ». 
Está abierto al público los domingos y días festivos (desde el último domingo de marzo al primero de noviembre) de 10h à 18h, se cobra una tarifa de entrada. 

## Historia
Situado en una reserva natural de 24 hectáreas, se inició en 1968 en el corazón del bosque « forêt d’Orléans », este arboreto contemporáneo construido pacientemente durante más de 40 años. 
El arboreto fue establecido por el señor y señora Rochefoucauld como una iniciativa privada, con las primeras plantaciones en 1973. 
El parque con senderos y sotobosque de hierba, están inspirados en la obra de la famosa arquitecta del paisaje inglesa Gertrude Jekyll.
Es un conservatorio de especies raras presentadas en su diversidad, la « guide du Patrimoine Botanique en France » (Guía del Patrimonio Botánico de Francia) publicada en 2006 distingue al arboreto como uno de los cinco principales conservatorios de la Región Central.  
El "Arboretum des Grandes Bruyères" recibido la aprobación de interés botánico de la "APBF".
El arboreto se abrió al público en 1984. Ha recibido el reconocimiento del Conservatoire des Collections Végétales Spécialisées (CCVS) por sus colecciones, en 2003 indexado en la "Base Mérimée" bajo la referencia IA45000906, y en 2004 fue designado por "Ministerio de Cultura de Francia"  como un « Jardin Remarquable ».
Actualmente es propiedad y está administrado por la Fundación Mansart.

## Colecciones
Actualmente el arboreto contiene alrededor de 7.500 ejemplares de plantas que representan a 2,580 taxones procedentes de zonas de clima templado del hemisferio norte ( Europa, Norteamérica, y Extremo Oriente, organizadas en 8 jardines y 2 arboretos  (6 hectáreas) plantadas por origen geográfico. 
Las especies y variedades cultivadas están mantenidas sin el uso de ningún tratamiento químico, fertilizantes o herbicidas, este arboreto de 14 hectáreas se convirtió en la primera « Réserve Naturelle Volontaire » (Reserva natural  Voluntaria) establecida en Francia. La población de mamíferos, anfibios, aves e insectos es objeto de censos regulares.
Las principales secciones del arboreto son los siguientes:
- Jardín geométrico francés junto a la casa.
- Colección de rosas con unas 1.000 rosas antiguas, cuyo único criterio de selección es la fragancia; las rosas a veces siguen un orden estricto de jardín geométrico, a veces envuelven sus guirnaldas de flores alrededor de los árboles.
- Colección de árboles en climas templados del hemisferio norte y sur, mezclados y sembrados de acuerdo a su origen geográfico.
- Colección de Ericaceae (bruyère) que le dan al arboreto su nombre de « Grandes Bruyères », con unas 500 especies y variedades de Ericaceae tapizando el sotobosque en diferentes colores según las especies y variedades.
- Colección nacional de especies de Magnolia y Cornus por el CCVS .
- Huerto, con variedades de verduras y legumbres.
- Laberinto y jardín inglés inspirado por Gertrude Jekyll.

Detalles
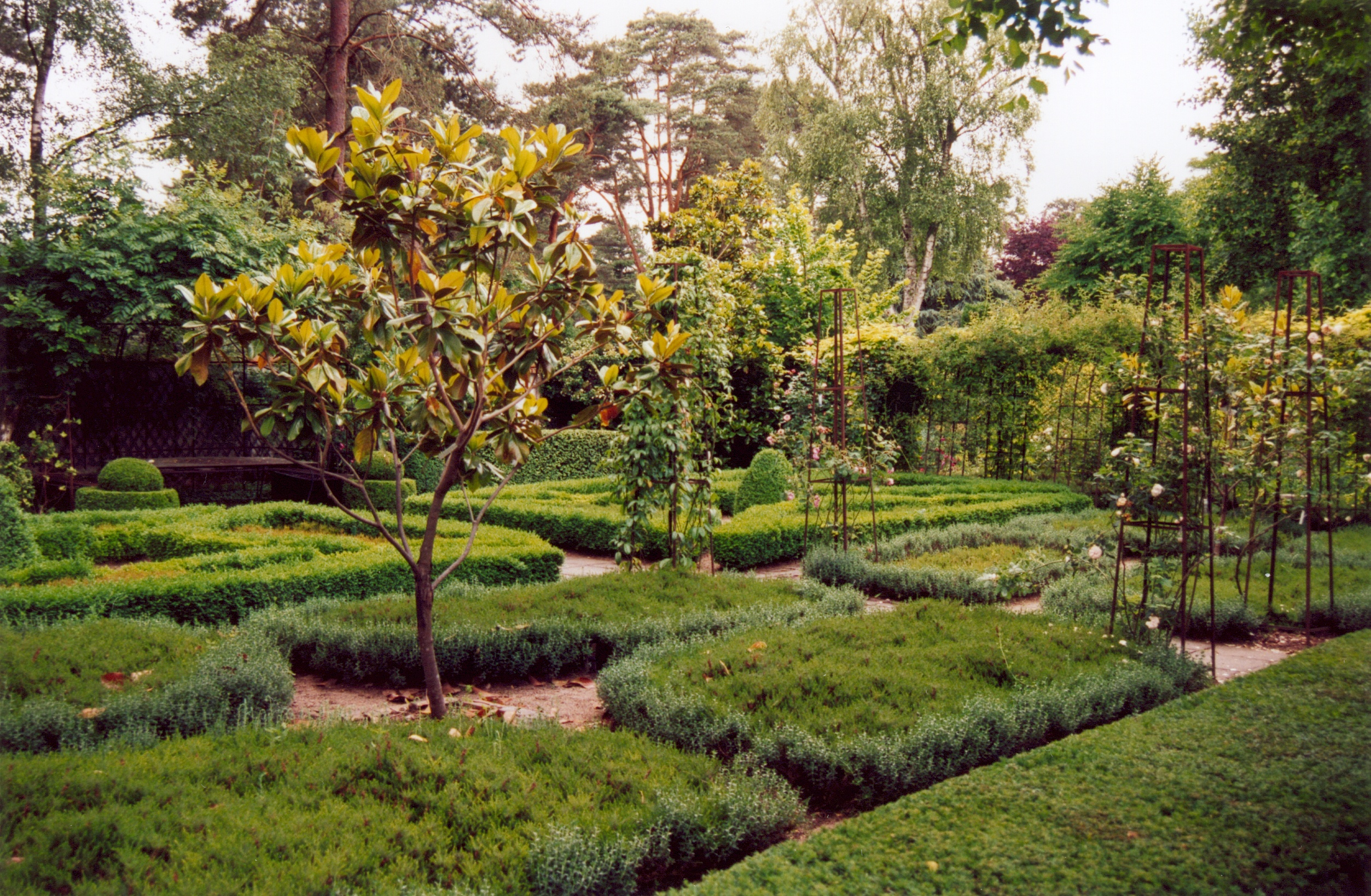
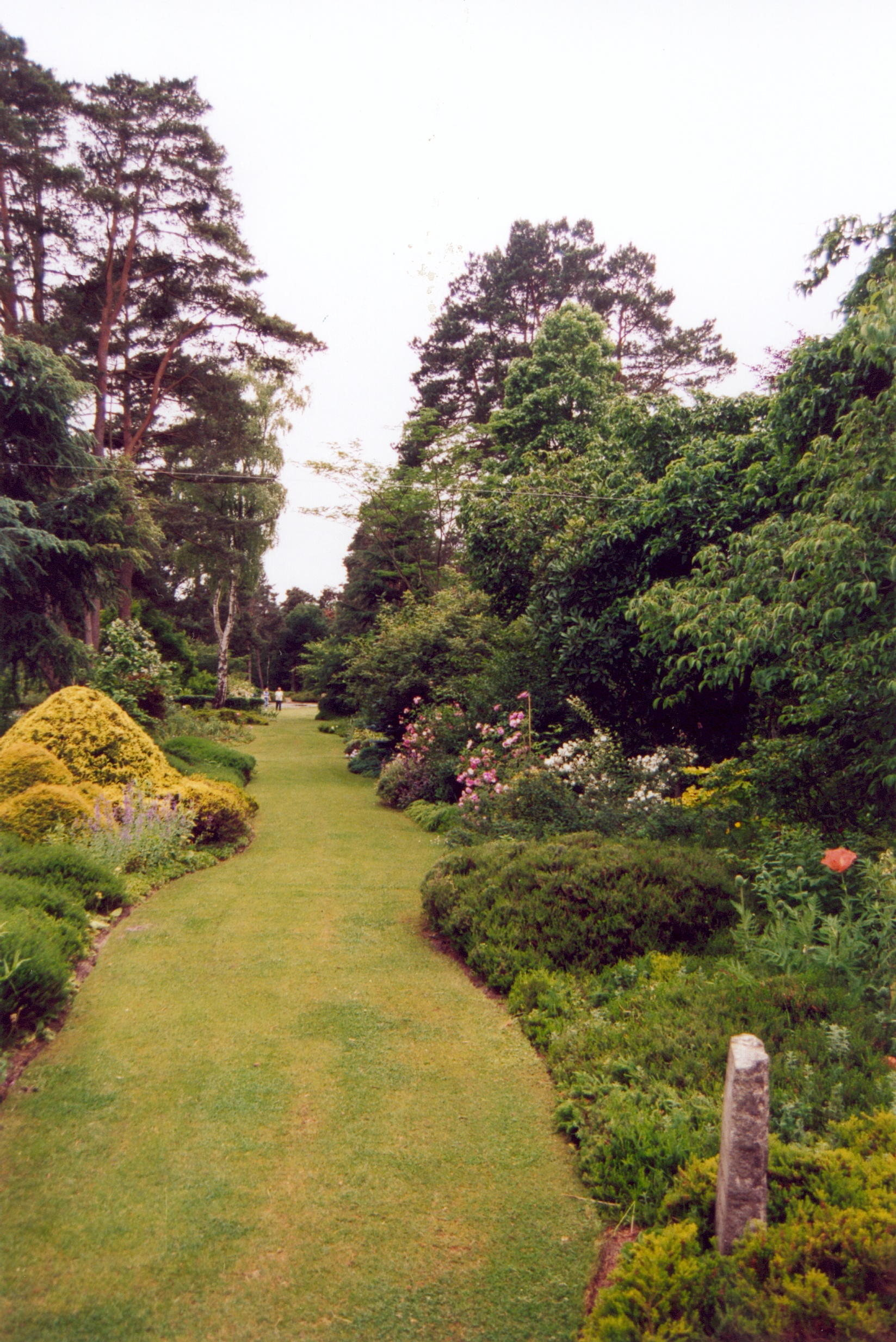
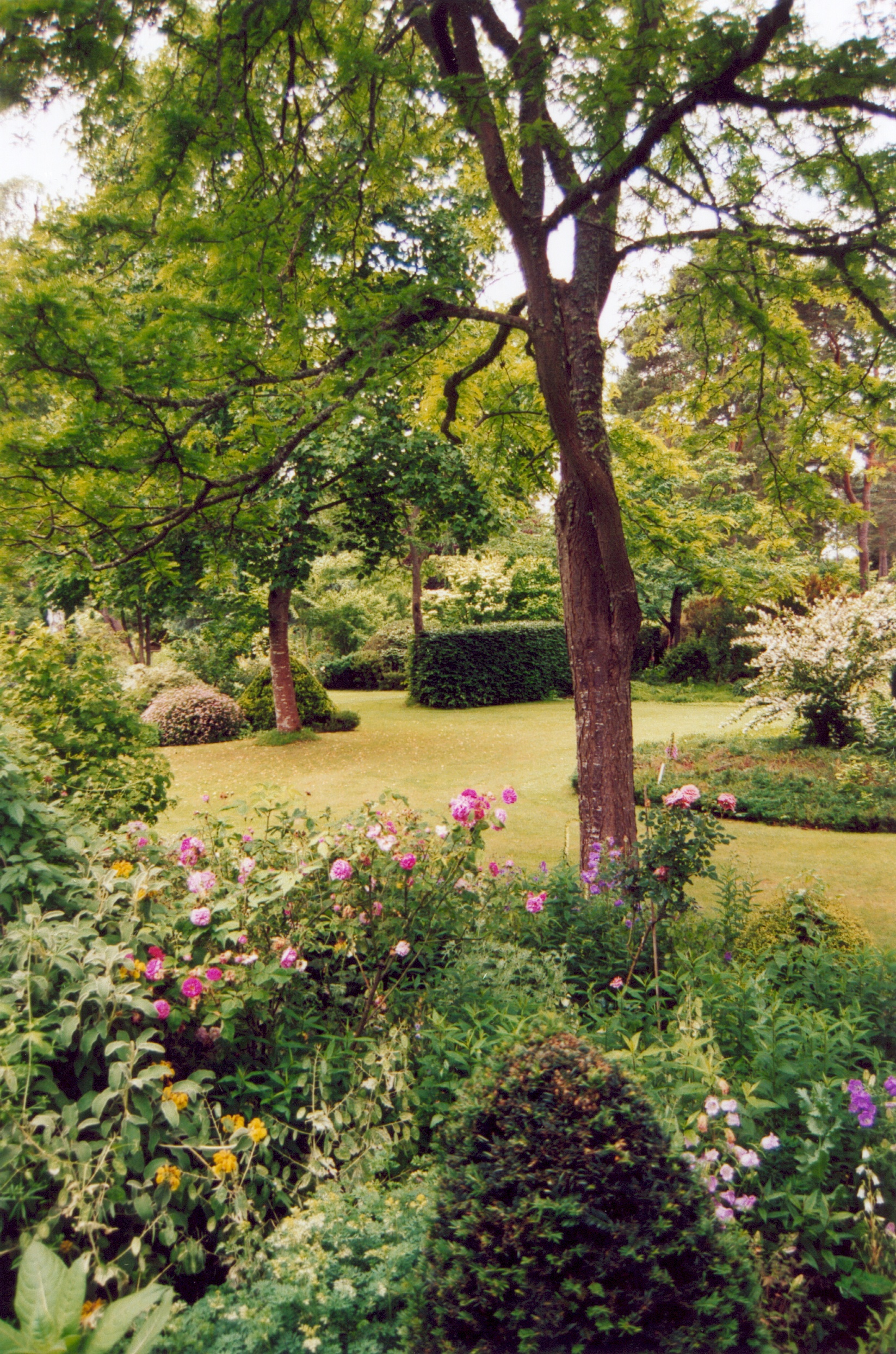
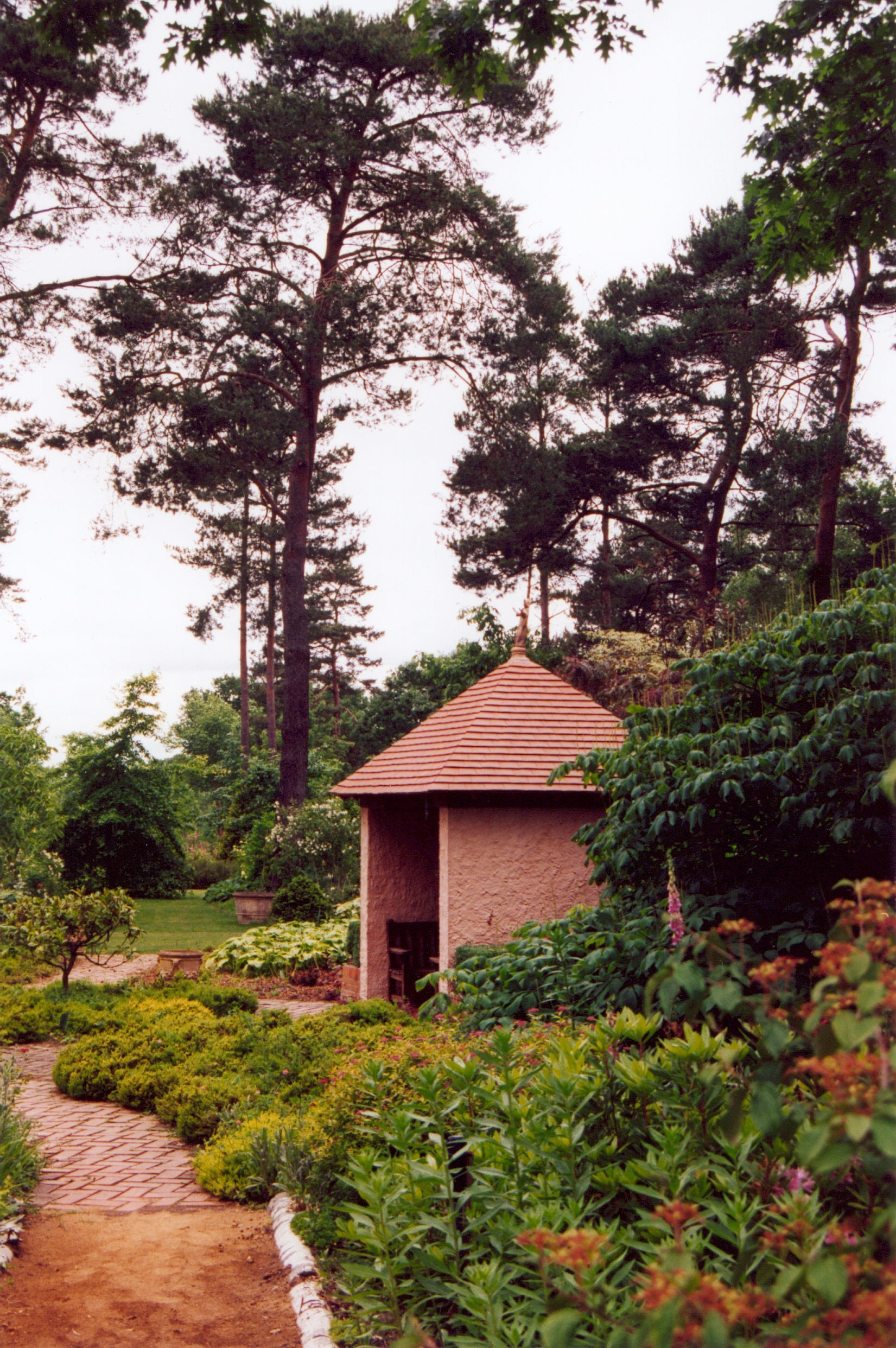
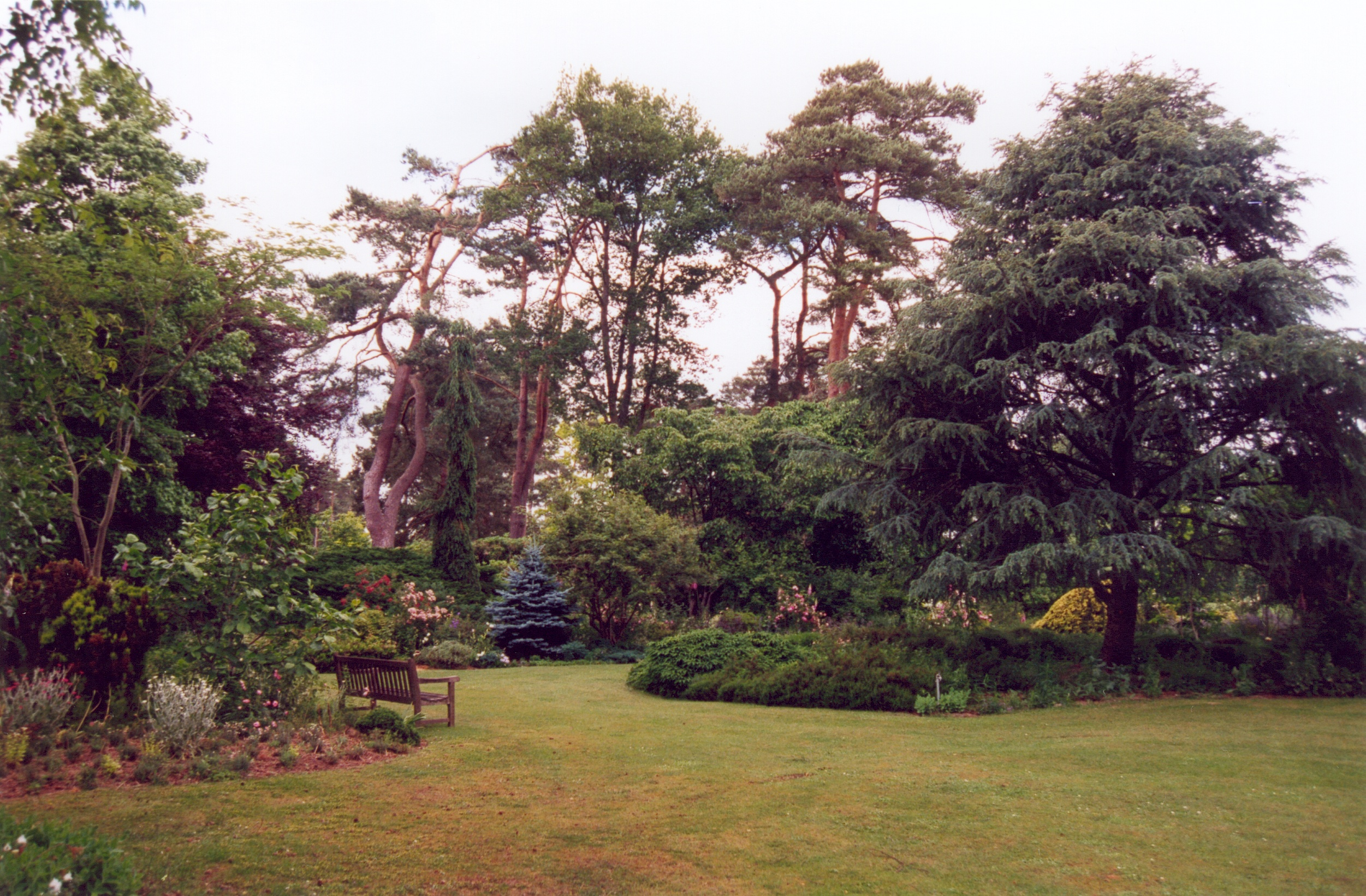